# Widźaja
Widźaja (syng. විජය, „Zwycięzca”) – pierwszy pisemnie odnotowany król na Sri Lance. Czas jego panowania podawany jest zwyczajowo na lata 543–505 p.n.e.

## Wątpliwości historyczne
Widźaja był legendarnym królem ze Sri Lanki, wspomnianym w starożytnych kronikach spisanych w archaicznym języku pali, łącznie z kroniką Mahawansa, przez co był on pierwszym pisemnie wspomnianym władcą Sri Lanki. Aczkolwiek źródła te są częściowo sprzeczne, a zatem niekoniecznie w pełni wiarygodne. Dlatego istnieją wątpliwości co do egzystencji Widźai jako historycznej osoby. Mimo to badania archeologiczne i genetyczne ostatnich lat zdają się przekazy te potwierdzać. Uwieczniony jest on również na malowidłach w grocie numer siedemnaście w Adźancie. Tak więc Mahawansa odzwierciedla przynajmniej podboje i etapy kolonizowania wyspy przez różne plemiona indyjskie.

## Życiorys

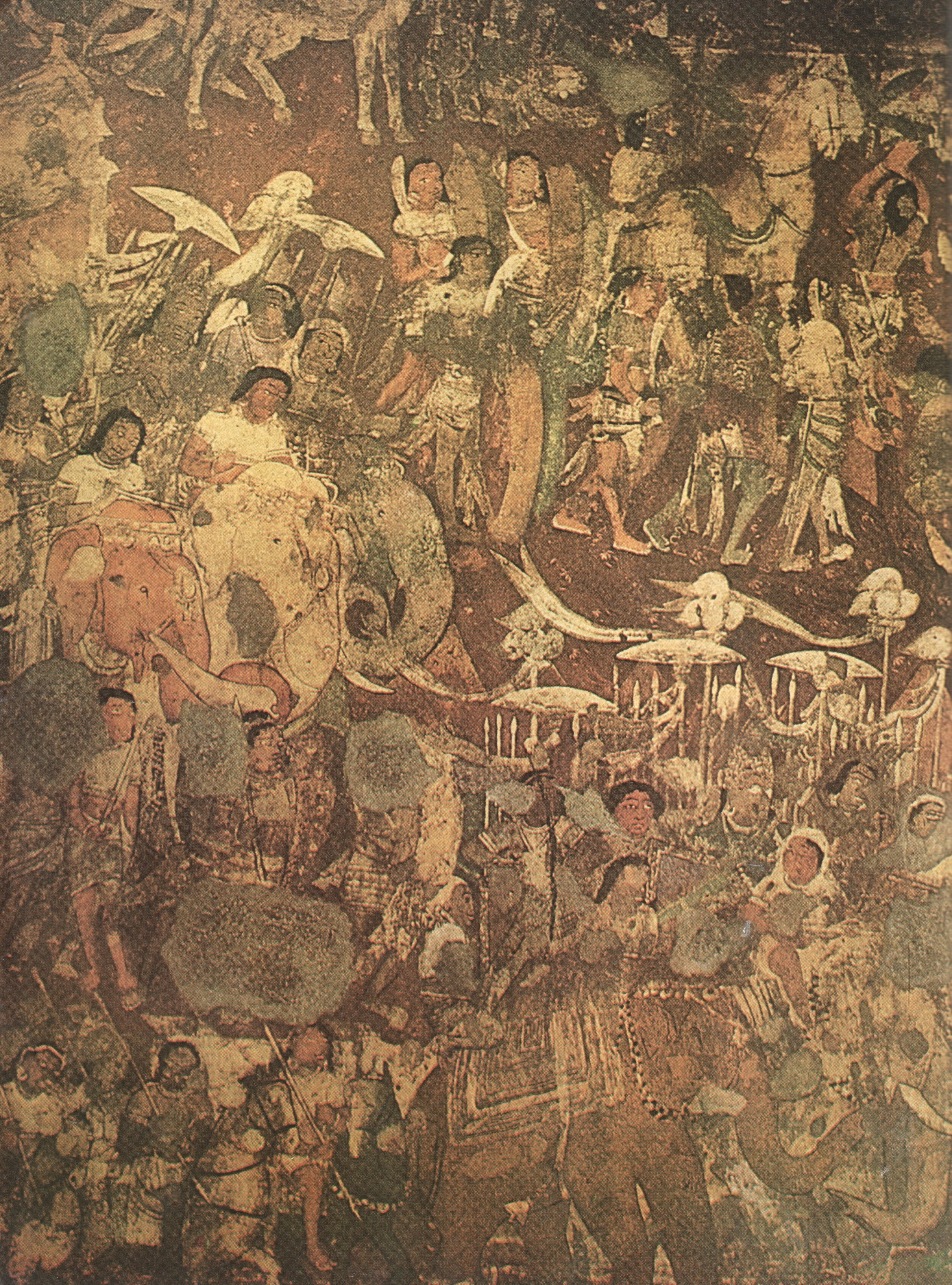
Przybycie syngalezów na Sri Lankę. Widźaja widnieje w obu grupach jeźdźców słoni (fragment malowidła z jaskini numer 17 w Adźancie).

Jako najstarszy syn króla Sinhabahu Widźaja był przeznaczony na następcę tronu i regentem Królestwa Sinhapura w północnych Indiach. Jednakże ze względu na jego okrucieństwo popadł w niełaskę i ojciec wygnał go wraz z jego poplecznikami. Według legendy wsiadł ze swymi 700 towarzyszami i ich rodzinami na statki, które się jednak w drodze rozłączyły. Sam Widźaja wylądował na Sri Lance (prawdopodobnie) w 543 r.p.n.e., w krainie zwanej wówczas Tambapanni (na północnym zachodzie wyspy, w pobliżu miasta Puttalam). Tam pokonał wrogo nastawionych tubylców, których przepędził w głąb wyspy, zakładając Królestwo Radźarata. Ich przywódczynię zaś, Kuweni, wziął sobie za konkubinę i miał z nią dwójkę dzieci. Później jedną pozbył się ich, by poślubić aryjską księżniczkę z rodu Pandja, który panował na południowym zachodzie Półwyspu Indyjskiego ze stolicą w mieście Maduraj. W orszaku aryjskiej księżniczki przybyły również kobiety dla jago towarzyszy, dworzanie oraz mnóstwo rzemieślników. Z drugiego związku Widźaja nie miał jednak potomstwa, a zatem brakowało mu następcy tronu. Dlatego czując nadchodzący koniec życia posłał po swojego brata-bliźniaka Sumittę, by ten przejął po nim władzę. Ten jednak nie chcąc opuszczać ojczyzny wysłał w zastępstwie swego najmłodszego syna Panduwasudewy, który jednak wylądował ze swymi 32 towarzyszami w Gokanna (obecnie Trikunamalaja) na niewłaściwym, północno-wschodnim wybrzeżu. Kiedy młody królewicz przybył, jego wuj już nie żył, a władzę sprawował regent Upatissa, będący przedtem głównym ministrem Widźai, który faktycznie mu tronu ustąpił. Panduwasudewa kontynuował dynastię Widźaja.
Księżniczka Kuweni, którą Widźaja odesłał precz, wraz ze swymi dziećmi szukała schronienia u swoich pobratymców, którzy jednak ją zamordowali obwiniając ją o szpiegostwo i zdradę. Dzieci jej jednak uciekły do lasu, gdzie współżyły ze sobą jak małżeństwo. Z ich potomstwa zaś powstał lud Weddów, żyjący do dziś z dala od cywilizacji w niedostępnych lasach Sri Lanki

## Mitologia
Książę Widźaja pojawia się w wielu legendach i mitach, związanych z kolonizacją Sri Lanki przez ludy indoaryjskie oraz rozprzestrzenieniem buddyzmu. W detalach jednak istnieją pomiędzy różnymi wersjami tych samych wątków znaczne różnice. Również syngaleski książę nie zawsze pojawia się pod tym samym imieniem. Do najważniejszych tradycji można zaliczyć dzieła:
1. Najobszerniejszym i najbardziej dziś znanym mitem o losach syngaleskiego księcia Widźai jest księga Mahawansa, który mimo wielu nadprzyrodzonych wątków zawiera sporo zakodowanych – aczkolwiek potwierdzonych naukowo – informacji. Opowieść zaczyna się porwaniem babki Widźai przez lwa (Sinha). Była ona księżniczką pochodzącą z antycznego królestwa Wanga lub Kalinga (na terenie dzisiejszego Bengalu lub Orisy). Księżniczka będąc w niewoli, w lesie/dżungli urodziła dwójkę dzieci, z którymi później udało jej się uciec z niewoli i powrócić do ojczyzny. Później, dorosły już syn „Sinhabahu” (pol. „Łowca Lwów”) zabił lwa, który był jego ojcem. Oferowanej mu jednak w nagrodę korony odmówił. Zamiast tego założył on miasto Sinhapura w krainie Lala. Tam rządził i współżył wraz z siostrą Sinhasivali, z którą miał 34 dzieci-bliźniaków. Najstarszymi z nich byli bracia Widźaja oraz Sumitta. Jako przyszły król Widźaja już wcześnie sprawował władzę, ale był przy tym tak okrutny, że mieszkańcy żądali ukarania go śmiercią. Ojciec jednak zdecydował wysłać syna na wygnanie wraz z jego 700 stronnikami. Banitów załadowano na statki i pożeglowali w nieznane. Widźaja wylądował ostatecznie na Sri Lance zamieszkałej wówczas tylko przez krwiożercze demony. Widźaja został przywitany przez ich przywódczynię Kuweni, która go uwiodła zamiast go zeżreć, bowiem stał pod opieką boską, a jego towarzyszy jednak zaczarowała w psy. Później ją odnalazł, pokonał i w zamian za darowanie życia, przyrzekła mu ona wierność i posłuszeństwo. Ona pomogła w osiedleniu się, podarowała żywność, pomogła przezwyciężyć swych demonicznych pobratymców i zniszczyć ich miasto Sirisawatthu. Widźaja miał z kobietą-demonem dwójkę dzieci. Jednakże wygnał ich, gdy jego towarzysze przekonali go do ogłoszenia się królem, by przez ślub z córką króla Pandu i ulegitymować objęcie władzy. Wraz z księżniczką przybyło mnóstwo rzemieślników oraz kobiet dla jego towarzyszy. Wygnana zaś Kuweni szukała schronienia w mieście Lankapura zamieszkałym przez jej pobratymców, lecz została ona przez nich zamordowana za zdradę. Jej dzieci jednak znalazły schronienie w lesie. Ze swą nową żoną Widźaja nie miał dzieci i czując nadchodzący koniec życia chciał przekazać swe królestwo na wyspie w ręce brata-bliźniaka, który panował w ojczyźnie. Jednakże Sumitta nie chcąc opuścić swego królestwa, wysłał na wyspę swego najmłodszego syna Panduwasudewa wraz asystą, który dotarł na wyspę już po śmierci wuja, ale zgodnie z jego wolą przejął władzę dla swej dynastii[4].
2. Wersja Dipawamsa jest w jest starsza od Mahawansy i różni się przede wszystkim mniejszą ilością nadprzyrodzonych motywów, np. nie zna ani demonów ani Kuweni, jak również południowoindyjskiej księżniczki[5].
3. W zapiskach chińskiego mnicha Xuanzang jest zapisana historia księżniczki z południowych Indii, którą porwał banita zwany Lwem (Sinha). Nie na tam mowy o królestwach Wanga, Kalinga or Lala. Powiła ona dwoje dzieci, syna i córkę, z którymi udało jej się uciec do ojczyzny. Później jej syn zwany Chih-sse-tseu (pol. „Łowca Lwów”, syng. „Sinhabahu”) schwytał i zabił przestępcę, za co otrzymał nagrodę, ale ze względu na ojcobójstwo został wygnany. Statkiem odprawiono go w morze. W końcu wylądował na wyspie „Ratnadipa” (Sri Lanka, jest znana jako „wyspa kamieni szlachetnych”), gdzie się osiedlił. Zajmował się piractwem atakując kupców chcących zaopatrzyć się na wyspie w kamienie szlachetne. Dorosłych zabijał, ale darował życie ich dzieciom, które wychowywał po swojemu tworząc z nich wspólnotę będącą zalążkiem narodu Syngalezów. Z czasem opanowali oni całą wyspę[4][5].
4. W opowieściach dźataki Widźaja występuje jako Sinhala książę-kupiec, syn lwa (syng. sinha), który udał się w podróż poszukując skarbów. Jego statek rozbił się u wybrzeży wyspy Ratnadipa. Księcia i 500 rozbitków uratowała piękna księżniczka ze swym orszakiem, która przedstawiła się i swe towarzyszki jako wdowy kupców wcześniej odwiedzających wyspę, aczkolwiek była złym demonem. Księżniczka demonów uwiodła i poślubiła księcia, który później jej naturę rozpoznał. Dlatego uciekł do ojczyzny wraz z 250 towarzyszami na latającym, czarodziejskim koniu zwanym Walahassa. Ale przywódczyni demonów udała się we ślad za zbiegami i przedstawiła się królowi Simha, ojcu zbiegłego księcia, jako skrzywdzona i porzucona małżonka jego syna. Król udzielił jej schronienia, ale ona go zjadła razem z całą rodziną – z wyjątkiem księcia, po czym powróciła na swoją wyspę. Sinhala jednak zasiadłszy na ojcowskim tronie zebrał wojsko i udał przez morze na wyspę demonów, które przegnał, po czym założył tam nowe syngaleskie królestwo[4].

## Recepcja
Wśród Syngalezów, będących obecnie dominującym narodem Sri Lanki, Widźaja uważany za postać historyczną i osobę, która ukształtowała ich tożsamość kulturową, a także za protoplastę całego narodu. Związana z nim historyzująca mitologia wyjaśnia, w jaki sposób poniekąd buddyjscy indoaryjczycy, za których Syngalezi się uważają, znaleźli się wśród hinduistycznych plemion drawidyjskich. Mimo że sam Widźaja nie był wyznawcą buddyzmu, buddyjska mitologia podkreśla jego nadzwyczajne powiązanie z postacią Buddy. Natomiast przez swój stosunek z Kuweni poczytywany jest również za protoplastę żyjącego z dala od cywilizacji ludu Weddów, a jego związek z pandyjską księżniczką jest jakoby precedensem później tradycyjnie dobrych stosunków z państwami południowoindyjskimi i wyjaśnia zarazem obecność na wyspie Tamilów.
Na tle konfliktu tamilsko-syngaleskiego Widźaja jest używany zarówno w retoryce stronników jedności narodów zamieszkujących wyspę, jak i przez stronników wyższości Syngalezów, dla których uzasadnia on ich roszczenia terytorialne. Te ostatnie odrzucają zaś tamilscy separatyści, uważający się za spadkobierców mitycznego rodzimego ludu Jakhów (ang. Yakkhas). Na płaszczyźnie naukowej część badaczy neguje również historyczność tego mitu.